# Gail Sherriff
Gail Sherriff (née le 3 avril 1945 à Bondi), ensuite appelée Gail Chanfreau ou (Gail Chanfreau-Sherriff), Gail Lovera et Gail Benedetti à la suite de ses mariages successifs, est une joueuse de tennis australienne naturalisée française, amatrice puis professionnelle dans les années 1970 et 1980. Elle a représenté l'Australie à ses débuts puis la France à partir de 1968.

## Biographie
En 1966, Gail Sherriff rencontre et bat sa sœur Carol Sherriff (en) au deuxième tour à Wimbledon : il s'agit alors de la deuxième rencontre entre deux sœurs dans cette compétition, la première s'étant tenue en 1884 entre Maud et Lillian Watson, la suivante en 2000 et en 2015 entre Venus et Serena Williams.
Durant sa carrière amateur, elle a compté des victoires sur Margaret Court, Billie Jean King, Evonne Goolagong et Virginia Wade.
Elle a été championne de France en simple à huit reprises (de 1969 à 1972 en 1974-1975, 1979 et 1981), soit autant que Suzanne Lenglen.
Elle a essentiellement brillé à Roland-Garros, notamment tombeuse de l'invincible Margaret Smith Court en 1971 au troisième tour. C'est néanmoins en double dames qu'elle a réalisé ses performances les plus significatives, signant notamment des victoires en 1967, 1970, 1971 (avec Françoise Dürr) et 1976 (avec Fiorella Bonicelli).
Gail Sherriff a été l'épouse du champion français Jean-Baptiste Chanfreau puis du joueur de première série et architecte Jean Lovera.
Active sur le circuit ITF Senior, elle a détenu les titres de championne de France dans sa catégorie d'âge en 2001, 2003, 2005, 2006, entre 2011 et 2017, 2019 et 2025. Elle est aussi championne du monde en 2011, 2012, 2013, 2015, 2016 et 2018.
Elle est nommée chevalier de l'Ordre national du Mérite en 2011.